# Tramwaje w Pawłodarze
Tramwaje w Pawłodarze − system komunikacji tramwajowej działający w Pawłodarze w Kazachstanie.

## Historia
Tramwaje w Pawłodarze uruchomiono 18 października 1965. 
W październiku 2011 podpisano memorandum na modernizację sieci tramwajowej w ciągu 10 lat. Ponadto podpisano memorandum z Pesą na dostawę 2 tramwajów z możliwością dostawy dodatkowych 83 tramwajów, jednak nie zostało ono zrealizowane podobnie jak memorandum na zakup 50 pojazdów rosyjskiego UKWZ – w latach 2012–2015 dostarczono tylko siedem tramwajów KTM-23 (71-623). 
W listopadzie 2016 r. rozpisano przetarg na zakup 25 pojazdów finansowany częściowo przez pożyczkę Europejskiego Banku Odbudowy i Rozwoju, w efekcie której z białoruskiego Biełkommunmaszu zamówiono 25 sztuk pojazdów AKSM-802E.
W 2017 r. przeprowadzono remont kilku skrzyżowań tramwajowych, a w kwietniu 2018 r. wyremontowano odcinek od pętli TEC-1 do przystanku AZS, zaś dzięki pożyczce z Europejskiego Banku Odbudowy i Rozwoju zaplanowano przetargi obejmujące większość torowisk w mieście.

## Linie
Stan z marca 2020 r.:
| Numer | Trasa                      | Uwagi                                      |
| ----- | -------------------------- | ------------------------------------------ |
| 1     | CZŁC ↔ TEC-1               |                                            |
| 2     | Wokzał ↔ TEC-1             |                                            |
| 3     | Dacznyj ↔ sad Nieftianik   | Kursuje w sezonie letnim.                  |
| 4     | Woruszyna ↔ sad Nieftianik | Kursuje w sezonie letnim.                  |
| 5     | Wokzał ↔ Wokzał            | Linia okrężna.                             |
| 6     | Woruszyna ↔ CZŁC           |                                            |
| 7     | Dacznyj ↔ CZŁC             |                                            |
| 8     | Wokzał ↔ TEC-1             |                                            |
| 9     | Dacznyj ↔ RMC              | Kursuje w dni robocze w godzinach szczytu. |
| 10    | CZŁC ↔ TEC-1               | Kursuje w dni robocze w godzinach szczytu. |
| 11    | Wokzał ↔ Usolskij mkr.     |                                            |
| 13    | Woruszyna ↔ RMC            | Kursuje codziennie w godzinach szczytu.    |
| 14    | Wokzał ↔ Ładożskaja ulica  | Kursuje codziennie w godzinach szczytu.    |
| 15    | Dacznyj ↔ TEC-1            | Kursuje w dni robocze w godzinach szczytu. |
| 16    | Usolskij mkr. ↔ TEC-1      | Kursuje codziennie w godzinach szczytu.    |
| 17    | Wokzał ↔ RMC               | Kursuje codziennie w godzinach szczytu.    |
| 18    | Usolskij mkr. ↔ CZŁC       | Kursuje codziennie w godzinach szczytu.    |
| 19    | Usolskij mkr. ↔ RMC        | Kursuje w dni robocze w godzinach szczytu. |

## Tabor
Stan z marca 2021 r.:
| Zdjęcie        | Typ            | Eksploatacja od | Liczba |
| -------------- | -------------- | --------------- | ------ |
|                | KTM-5M         | 1971            | 1      |
|                | KTM-5M3        | 1988            | 67     |
|                | KTM-8K         | 1992            | 3      |
|                | KTM-8KM        | 1995            | 10     |
|                | KTM-19K        | 2004            | 1      |
|                | AKSM-802E      | 2009            | 23     |
|                | KTM-23         | 2012            | 7      |
| Łączna liczba: | Łączna liczba: | Łączna liczba:  | 112    |